# Mugil liza
Mugil liza — морська риба родини кефалевих (Mugilidae). Ареал охоплює західну Атлантику: Бермуди, Флорида (США), Багами, також від Карибського моря до Аргентини. Морська / солонуватоводна / прісноводна риба, сягає 80 см довжиною.